# Sandra Schäfer
Pour les articles homonymes, voir Schäfer.
Sandra Schäfer est une karatéka allemande surtout connue pour avoir remporté le titre de championne d'Europe de karaté en kumite individuel féminin moins de 60 kilos aux championnats d'Europe de karaté 1993 à Prague, en République tchèque.

## Résultats
| Résultat      | Date | Épreuve                   | Catégorie | Compétition                | Ville hôte                    |
| ------------- | ---- | ------------------------- | --------- | -------------------------- | ----------------------------- |
| Médaille d'or | 1993 | Kumite individuel - 60 kg | Seniors   | Championnats d'Europe 1993 | Prague, en République tchèque |